# カトリック滑石教会
カトリック滑石教会（カトリックなめしきょうかい）は、長崎県長崎市にある、キリスト教（カトリック）の聖堂。
当教会の主任司祭はカトリック長崎大司教区の長崎北地区の地区長を兼務している。
滑石地区は新興住宅地のためか、土着の信徒は皆無で、他の小教区からの転入者が殆ど。

## 沿革
- 1970年、滑石団地の開設に伴い設立。9月1日、ミカエル深堀明義師が初代の主任司祭として着任した。
- 1974年5月6日、三代目主任司祭のヨセフ三村誠一師の時、ヨゼフ館（司祭・信徒館が）落成した。
- 1981年5月、時津小教区の設立に伴い時津町、長与町が管轄地域から分離された。（長与町はさらに後の1992年に長与小教区管内に）
- それまでの聖堂では増加する滑石地区の人口に対応できなくなっていったため、2008年7月6日に現聖堂が献堂された。